# 星出茂治
星出 茂治（ほしで しげはる、1964年11月18日 - ）は、日本の実業家。スカイテック株式会社を創業した。

## 来歴
- 1964年 - 東京都大田区に生まれる。

- 1997年 - 秋葉原にて不要となったパソコン部品の路上販売を始める。

最初は壊れたり古くなったパソコンを路上にて販売していたが、販売単価が低く、値切られる事を嫌い、分解して部品として販売した。秋葉原を訪れる電気マニアに注目され爆発的に売れる。品物が不足し仕入れが間に合わない時は捨ててあるパソコンを分解して販売した事もあった。
この事が創業のきっかけになった様だ。
- 1998年 - パソコン自作パーツの流通会社を起業。

｢流通業はあくまでもブローカー業務　目指すはメーカー｣と話していた。
この頃よりフリージアグループの奥山一寸法師と出会い、その経営手法に影響を受ける。
2000年頃、上野御徒町にあるビアレストラン アサヒピア２１上野店の経営権を取得。飲食事業に進出するが親会社の破綻を受け撤退。
- 2004年 - 東京都千代田区にて自社ブランドのパソコン自作パーツメーカーとしてスカイテック株式会社を設立。現在に至る。

2006年、DVD流通業の株式会社ハウルのスポンサーとなり、同年全株取得し傘下に治めるものの充分なデューディリジェンスが行われておらず買収当初より問題が多発。また取扱商品がアダルトDVDであった為現在は活動を停止している。2007年時の年商は約３６億円。